# Papillacarus cornutus
Papillacarus cornutus är en kvalsterart som först beskrevs av Anurup Kumar Sarkar och Subías 1984.  Papillacarus cornutus ingår i släktet Papillacarus och familjen Lohmanniidae. Inga underarter finns listade i Catalogue of Life.